# György Rozgonyi
György Rozgonyi (Budapest, 17 giugno 1890 – Budapest, 30 giugno 1967) è stato uno schermidore ungherese, vincitore di una medaglia di bronzo ai Campionati Internazionali di scherma.